# The Centrium
The Centrium (中央廣場)  est un gratte-ciel de 166 mètres de hauteur (hauteur du toit) situé à Hong Kong en Chine. Il a été construit de 1999 à 2001. Il est situé dans l'île de Hong Kong. Il abrite des bureaux. Avec la flèche qui s’illumine de plusieurs couleurs la nuit, la hauteur maximale de l'édifice est de 189 m.
La surface de plancher du bâtiment est de 23 775 m².
L'architecte est l'agence singapourienne DP Architects.